# طب السيليكو
طب السيليكو، (المعروف أيضا باسم الطب الحاسوبي) هو تطبيق لأبحاث السيليكو في مشكلات تتعلق بالصحة والطب. وهو الاستخدام المباشر لمحاكاة الكمبيوتر في تشخيص المرض أو علاجه أو الوقاية منه. وبوجه أكثر تحديدا، طب السيليكو هو طب يختص بتمثيل، محاكاة و تصوير العمليات الحيوية والطبية في الكمبيوتر بهدف محاكاة العمليات الحيوية الواقعية في بيئة افتراضية.

## التاريخ
مصطلح السيليكو أستعمل لأول مرة في عام 1989 في ورشة عمل «الأجهزة الخلوية: النظرية والتطبيقات» من قبل عالم رياضيات من جامعة المكسيك الوطنية المستقلة. مصطلح علاج الأورام بالإشعاع في السيليكو، هو سلف عام في طب السيليكو تم صياغته وإصداره بواسطة العالم جي ستاماتاكوس خلال إجراءات ال آي إي إي إي عام 2002. وقد قام الباحث نفسه بصياغة وتقديم مصطلح أكثر عمومية وهو علم الأورام في طب السيليكو.السيليكو يعد امتدادا لعمل سابق يستعمل نماذج رياضية لتمثيل الأنظمة الحيوية.
قد أصبح معلوما أن التقنيات المستخدمة لتمثيل الأنظمة الحيوية لها فائدة في شرح وتوقع التحركات في مجال الطب. ومن أولى المجالات الطبية التي استخدمت السيليكو، علم الوراثة، علم وظائف الأعضاء والكيمياء الحيوية. وقد شهد هذا المجال تدفقا هائلا للبيانات عندما تم ترتيب صحيفة المحتوى الوراثي البشري ترتيبا تسلسليا في الثمانينات والتسعينات. وفي ذات الوقت فقد سمحت زيادة القدرة الحاسوبية على تمثيل الأنظمة المعقدة والذي لم يكن بالإمكان في السابق.

## الأسباب المنطقية
هناك العديد من الأسباب التي دعت لاستعمال طب السيليكو, فعلى سبيل المثال، التمثيل في طب السيليكو من الممكن أن يسمح بالتنبؤ المبكر لنجاح مركب يخدم أغراضا طبية أو توضيح الآثار الضارة المحتملة باكرا في أثناء عمليات اكتشاف الأدوية. كما أن التمثيل في السيليكو من الممكن أيضا أن يوفر بديلا إنسانيا للتجارب الحيوانية. ولقد زعمت شركة رائدة في هذا المجال بأن النماذج الحاسوبية المساعدة ستكون سببا لإيقاف التجارب الطبية على المخلوقات الحية.

## الأمثلة
مسمى طب السيليكو يتمثل في مبادرات كالتجسيد البشري الافتراضي بواسطة المفوضية الأوروبية و في معاهد كمعهد التجسيد البشري الافتراضي، والمعهد المختص بطب السيليكو التابعة لجامعة شيفيلد.
تهدف مجموعة علم الأورام في السيليكون في معهد الاتصال وأنظمة الحاسب، المعهد التقني الوطني بأثينا إلى تطوير نماذج محاكاة متعددة النطاقات مدفوعة وموجهة سريريًا
للأورام الخبيثة (السرطان) لاستخدامها. كدعم لقرار المريض الفردي وخطط أنظمة العلاج بعد إكمال عملية التكيف والتحقق السريري. كما تهدف أيضا مجموعة البحث إلى محاكاة التجارب السريرية للأورام والتي قد تكون مكلفة للغاية أو تستغرق وقتا طويلا، وفي هذا الاتجاه تم استغلال البنية التحتية
للحوسبة الشبكية مثل البنية التحتية للشبكة الأوروبية. لزيادة آداء وفعالية عمليات المحاكاة. .
ولقد قادت الآي إس أو جي إلى تطوير أول جهاز محاكاة متكامل تقنيا وهو مشروع بحثي أوروبي ياباني مشترك.
في عام 2003 ، تم تطوير أول لقاح يعتمد فقط على المعلومات الجينية. التقنية المستعملة في تطوير اللقاح والتي يطلق عليها «التطعيم العكسي» استخدمت المعلومات الوراثية وليست معلومات البكتيريا نفسها لتطوير اللقاح.
وفي شهر ديسمير2018, تم إطلاق مشروع الأربع سنوات البرايماج. هذا المشروع الأفقي ل2020الأوروبي المنشأ يقترح منصة سحابية لدعم اتخاذ القرار في الإدارة السريرية للأورام الصلبة الخبيثة. بتقديم أدوات تنبؤية للمساعدة في التشخيص, مراجعة, خيارت العلاج, ومتابعة العلاج, بناء على استخدام المؤشرات الحيوية للتصوير الجديدة, محاكاة نمو الورم في السيليكو,التصور المتقدم للتنبؤات مع درجات الثقة المرجحة والتعلم الآلي بناء على ترجمة هذه المعرفة إلى تنبؤات أكثر صلة، تشخيص المراض, ونهاية نقاط العلاج. 

## البحث
كنماذج بشرية واقعيه ،فقد أصبحت محاكاة سلوكيات المرضى أكثر تعقيدا، اجتماعيا، سلوكيا وثقافيا ، فهناك تكهن باحتمالية استبدال نماذج المرضى البشريين بنماذج المرضى الافتراضيين في المناهج الدراسية للمدارس الطبية. بالإضافة لوجود مشاريع قيد التنفيذ لمحاكاة الجثث افتراضيا, محاكاة حاسوبية لتمثيل التشريح البشري من خلال التصوير المقطعي لأشخاص حقيقيون.